# 小行星6845
小行星6845（英語：6845 Mansurova）是一颗围绕太阳公转的小行星。1976年5月2日，尼古拉·切爾尼赫在克里米亚发现了此天体。
这颗小行星的绝对星等为149.6582136709829等。